# Alexander Gould
Alexander Jerome Gould (Los Angeles, Califórnia, 4 de maio de 1994) é um ator e dublador norte-americano. Fez a voz do personagem Nemo em Procurando Nemo e estrelou em séries de televisão e filmes.

## Biografia
Gould nasceu e cresceu em Los Angeles, Califórnia de pais judeus Valerie e Tom Gould. Possui duas irmãs mais novas: Kelly e Emma. Começou a atuar aos dois anos e é muito conhecido por seu personagem "Shane Botwin", na série Weeds. Ele também fez a voz do personagem-título da Disney / Pixar de Procurando Nemo. Seus créditos incluem participações especiais como convidado na série de televisão Ally McBeal, Malcolm in the Middle, Criminal Minds, Law & Order: Special Victims Unit, Sobrenatural e Pushing Daisies. Em 2004, ele estrelou como "David Collins" na WB, remake da novela Dark Shadows. No entanto, o piloto foi rejeitado pela WB Television Network, e nunca foi ao ar.

## Filmografia
| Ano         | Título                              | Personagem       | Outras notas |
| ----------- | ----------------------------------- | ---------------- | --- |
| 2000        | Freaks and Geeks                    | Ronnie           | série de TV Chokin' and Tokin |
| 2000        | Malcolm in the Middle               | Egg              | série de TV Funeral |
| 2000        | O Show de Geena Davis               | Sam              | série de TV Cooties |
| 2000        | Mexico City                         | Peter Cobb       | Filme |
| 2001        | Ally McBeal                         | Sam Paul         | série de TV Dois episódios |
| 2001        | 7°Céu                               | Pee Wee #1       | série de TV Apologize |
| 2001        | The Day the World Ended             | Ben (jovem)      | |
| 2001        | Family Law                          | Josh Deverell    | série de TV Angel's Flight |
| 2002        | Wheelmen                            | Arthur           | |
| 2002        | Even Stevens                        |                  | série de TV Little Mr. Sacktown |
| 2002        | Boomtown                            | Tom (8 anos)     | série de TV Reelin' in the Years |
| 2002        | They                                | Billy (jovem)    | |
| 2003        | Procurando Nemo                     | Nemo             | Voz only 2004 Young Artist Award por "Melhor performance como dublador jovem" |
| 2004        | Dark Shadows                        | David Collins    | série de TV Piloto que nunca foi ao ar |
| 2004        | Oliver Beene                        | Ted (jovem)      | série de TV Soup to Nuts |
| 2003 - 2004 | American Dreams                     |                  | série de TV Dois episódios |
| 2005        | Diário de uma minhoca               | Narrador         | Somente voz |
| 2006        | Bambi II                            | Bambi            | Somente voz |
| 2006        | Curious George                      | Kid              | Somente voz |
| 2006        | Zoando na escola                    | Twitch           | Filme |
| 2007        | The Librarian from the Black Lagoon | Hubie            | Narrador |
| 2007        | Criminal Minds                      | Jeremy           | série de TV Sete Segundos |
| 2008        | Law & Order: Special Victims Unit   | Jack Trembley    | série de TV Inortodoxo |
| 2008        | Pushing Daisies                     | Elliott McQuoddy | TV séries A Lenda de Merle McQuoddy |
| 2009        | Sobrenatural                        | Cole Griffiths   | A Morte Tira uma Folga |
| 2005 / 2012 | Weeds                               | Shane Botwin     | série de TV 76 episódios 2006 Young Artist Award por "Melhor Ator Coadjuvante em séries de TV" Indicado ao prêmio 2007 Young Artist Award por "Melhor Ator Coadjuvante em séries de TV" |